# Hans Winkler (Ornithologe)
Hans-Christoph Winkler (* 22. April 1945 in Wien) ist ein österreichischer Ornithologe und Ethologe.

## Leben
Von 1969 bis 1972 war Winkler Mitarbeiter im Institut für Vergleichende Verhaltensforschung in Wien. 1971 promovierte er mit der Dissertation Biology of the Syrian Woodpecker zum Dr. phil. an der Universität Wien. Von 1972 bis 1973 und ein weiteres Mal von 1974 bis 1984 war er im Limnologischen Institut der Österreichischen Akademie der Wissenschaften tätig. Von 1972 bis 1981 dozierte er an der Universität Salzburg über Tierverhalten. Von 1973 bis 1974 forschte er mittels eines Stipendiums des Frank M. Chapman Memorial Fund in der ornithologischen Abteilung des American Museum of Natural History. 1980 wurde er an der Universität Wien zum Professor habilitiert.
Von 1985 bis 1987 war Winkler im Präsidium der Österreichischen Akademie der Wissenschaften, wo er seit 1994 korrespondierendes Mitglied ist. Von 1991 bis 2002 war er Direktor des Konrad-Lorenz-Instituts für Vergleichende Verhaltensforschung. Seit 1991 ist er Mitglied im International Ornithological Committee. 1994 wurde er Mitglied im wissenschaftlichen Beirat und von 2004 bis 2014 war Winkler Vorsitzender des Nationalparks Neusiedler See-Seewinkel. Seit 1994 ist er Mitglied der Deutschen Ornithologen-Gesellschaft, wo er von 2007 bis 2014 in den Vorstand gewählt wurde. Von 1965 bis 2014 war er im wissenschaftlichen Beirat bei BirdLife Österreich. Von 1996 bis 2013 war er Mitglied der European Ornithologists’ Union (EOU). Ferner ist er Mitglied bei WWF Österreich, wo er von 2007 bis 2014 im wissenschaftlichen Beirat war, und bei der Ornithological Society of the Middle East (OSME). Von 2006 bis 2014 war er Ehrenmitglied bei der American Ornithologists’ Union.
Winkler nahm an verschiedenen Projekten in Mitteleuropa, Süd-, Südwest- und Westasien sowie in Südamerika teil. Seine Interessen umfassen das integrierte Verhalten, die Ökologie und die Morphologie von Vögeln mit einem Schwerpunkt auf vergleichenden Ansätzen. Vor allem Spechte, Bussarde oder fischfressende Vögel sind wiederholt Thema seiner Studien. Besonderes Augenmerk legt er dabei auf Umwelteffekte, die das Verhalten beeinflussen, insbesondere die Kommunikation, die Paarungssysteme und die Kognition, sowie auf die Interdependenzen zwischen Verhalten und Morphologie. Weitere Aspekte seiner Arbeit sind das Bestandsmonitoring und der Naturschutz.
1995 veröffentlichte Winkler gemeinsam mit David A. Christie und dem Illustrator David Nurney das Werk Woodpeckers: A Guide to the Woodpeckers, Piculets and Wrynecks of the World, das von der Zeitschrift British Birds zum Vogelbuch des Jahres 1995 gewählt wurde und heute zur Standardliteratur über Spechte zählt. 2002 verfasste er ebenfalls gemeinsam mit Christie das Kapitel über die Familie der Spechte (Picidae) im Handbook of the Birds of the World. Winklers Artikel erschienen in nationalen und internationalen Journalen und Zeitschriften, darunter neben zahlreichen anderen im Journal of Avian Biology, Ibis, Bulletin of the American Museum of Natural History, Journal of Ornithology, Oecologia, Wilson Bulletin, Zeitschrift für Tierpsychologie, Annalen des Naturhistorischen Museums in Wien, Vogelwarte, Zoologica Scripta, Acta Zoologica Sinica, Limicola, Oikos und im Biological Journal of the Linnean Society.

## Publikationen
- mit Gerhard Aubrecht: Analyse der internationalen Wasservogelzählungen (IWC) in Österreich 1970–1995 – Trends und Bestände (= Biosystematics and Ecology. Band 13). Österreichische Akademie der Wissenschaften, Wien 1997, S. 1–175 (zobodat.at [PDF]).
- mit Matthias Schmidt, Wolfgang Vogl: Grundlagen zur Erforschung des Vogelzuggeschehens in Österreich. Teil I. Allgemeine Ergebnisse und Artauswertungen (= Monografien Vertebrata Aves. Band 27). BirdLife, Wien 2014, S. 1–204 (zobodat.at [PDF]).